# 장풍
장풍(본명 장성규, 1976년 8월 10일 ~)은 엠베스트와 메가스터디의 과학 강사로 전과목을 통틀어 압도적인 1타 강사 자리에 위치해 있다. 2022년 기준 엠베스트에서 중학 과학을, 메가스터디에서 통합과학과 지구과학Ⅰ을 강의하고 있으며 2017년까지는 EBSi에서 통합과학을 강의했다. 중학교 1학년부터 고등학교 3학년을 대상으로 강의하는 매우 드문 케이스에 속하는데, 중학 과학과 많은 부분이 연계되는 통합과학 과목의 특성상 해당 사항이 큰 장점으로 작용한다는 평가를 받는다.

## 강의&교재

### 엠베스트

#### 백신 과학
장풍의 중등 과학 시그니쳐 강좌로 ZP COMPANY(장풍과학연구소)에서 저술하였다. 자료실에서 다운로드 받거나 엠베스트에서 구매할 수 있는 '나만 볼래'라는 필기 노트도 있다. 수업 중 내용을 필기할 수 있는 '나만 쓸래', 유형별 문제가 수록된 '나만 풀래', 강의 중 필기를 2~3페이지로 축약한 나만 알래로 구성되어 있다.

#### 하이탑
백신 과학의 심화 강의로 자사고나 특목고, 영재학교 등을 준비하는 학생들에게도 도움이 된다.

#### 시험대비 족집게 강의
시험에 자주 나오는 개념이나 문제 유형들을 말해준다. 강의는 꽤 짧다.

#### 영역별 기초 강좌
물리지 않는 물리학, 화학 풀리는 화학, 생명을 불어넣는 생명과학, 지구를 지키는 지구과학까지 물화생지 영역별로 중등 과학을 정리할 수 있는 강좌이다. 예비 중1 뿐만 아니라 고등학교 진학을 앞두고 있는 예비 고1까지 중등 과학의 내용을 영역별로 한 번에 정리할 수 있어 매우 도움이 된다.

### 메가스터디

#### 내신 기초 십어먹기
기본서인 너만바를 학습하기 전 단계이다. 굳이 들을 필요는 없으며, 기초 입문용으로 듣기 좋다.

#### 너만바(너의 만점을 위한 바람)
부록으로 필기노트 '나만볼래'가 세트로 배송된다. 수업은 주로 나만볼래에 필기를 하는 형식으로 진행된다. 특히 통합과학 너만바는 장풍의 대표 강의이다. 통합과학 너만바 교재는 매년 새롭게 개정된다.
====너만바 완자==== 
완자 교재를 이용해 수업하는 강의이다. 미리 완자를 사둔 경우, 학교 부교재가 완자인 경우, 추가적인 문제를 접하기 위해 구매한 경우들을 고려해 신설된 강의이다. 장풍이 직접 너만바와 병행하며 복습할 때 쓰라고 언급했다. 하지만 이 강의도 개념 정리가 잘 되어있어 너만바를 듣지 않고도 어느정도 개념을 커버할 수 있다. 너만바 강의와는 달리 장풍의 시그니처인 CG가 들어가있지 않다.

#### 속전속결 너만바
내신 시험 대비를 위한 핵심정리, 핵심문제 풀이 강의이다.

#### 수능 기초 십어먹기
수능 지구과학 커리큘럼의 첫 단계로, 기초를 알아보는 단계이다. 지구과학을 대표하는 10개의 단원을 뽑아와서 '십어먹기'라고 한다, 고2 내신 때 지구과학을 어느정도 마스터한 수강생일 경우 딱히 듣지 않아도 된다.

#### 지존력
'지구과학의 지존이 되는 능력'의 줄임말로 고3 지1의 메인 강의라고 할 수 있다. 책의 구성은 내신 교재인 '너만바'와 유사하며 '나만볼래'에 해당하는 부교재 '필살기'는 설명된 내용을 수강자 스스로 재구성하도록 하는 구조인데, '나만볼래'와 달리 '굳은살' 파트가 있다. 이 파트는 강의나 교재에 의존하지 않고 혼자서 직접 써보는 구간으로 이 부교재는 꼼꼼히 필기한 후에 꾸준히 참고용으로 복습하는 것이 유용하다고 한다.

#### 4D 특강
지존력을 수강하기 전 맛보기로 보거나, 지존력과 병행하면서 보면 좋다. 물론, 다른 방법으로 학습하는 학생들도 이해가 안되는 파트가 있을 때 이용해도 좋다. 각 강의는 주로 20~30분 정도의 분량이며 주로 특수 효과를 활용한 시각 자료가 특징인 강의이다. 강의 특성상 과학 유튜브와 유사한 인상을 준다. 쉬는 시간이나 자투리 시간에 조금씩 보는 것이 추천되며, 별도 교재는 존재하지 않는다. 대신 강의를 듣고 내용을 확인할 다지선다 문제를 pdf로 제공한다.

#### 지구력
'지구과학의 답을 구하는 능력'의 줄임말로 전 수능이나 모의고사에 출제된 자료들과 자체 제작한 문제들로 구성되어 2023 기준 345개(부교재 포함) 문제로 구성되어 있으며, 본교재는 '체력편', 부교재는 '끈기편'이다.체력편은 기본 문제와 심화 문제로, '끈기편'은 총 4회의 모의고사 컨텐츠로 되어 있다.

#### 지속력
'지구과학을 속전속결로 끝내는 능력'을 줄임말로 다른 단계와 다르게 '광속정리'와 '자료분석'으로 나눠서 찍는다. 두 강의 모두 지구과학의 전체 내용을 살펴본다는 측면에서는 동일하지만 '광속정리'는 개략적인 요약이고, '자료분석' 강의는 지엽 및 심화까지 보다 자세히 다룬다는 차이가 있다. 여름방학 때까지는 완강하는 것이 권장된다.

#### 지휘력
'지구과학을 휘어잡는 능력'을 줄인 교재로, 장풍 커리큘럼의 마지막 단계이다. 시즌 1, 시즌 2, Final의 총 3회 모의고사로 구성되어 있다. 시즌 1은 6월 모평 전에, 시즌2와 Final은 9월 모의고사 이후에 나올 예정이다. 시즌2와 Final에서는 OMR 카드가 배부된다.

## 위상
중학교 과학에서는 명실상부 압도적인 1타 강사라고 볼 수 있다. 단순히 과학 뿐만 아니라 엠베스트 전 강사를 통틀어 매출 1위의 자리를 유지하고 있으며, 강에리가 2타로 추격하고는 있지만 크게 이상이 없는 한 엠베스트에서는 계속 1타 자리를 유지할 것으로 보인다.
뿐만 아니라 고등학교 과학에서도 인지도가 높은 편인데, 특히 통합과학에서는 9년 연속 메가스터디 1타를 꿰차고 있다.